# Sede del Banco Comercial de Etiopía
La Sede del Banco Comercial de Etiopía (en inglés Commercial Bank of Ethiopia Headquarters) es un rascacielos actualmente en construcción en la ciudad de Adís Abeba, la capital de Etiopía. Una vez finalizado, será el edificio más alto del país. Servirá como la sede del Banco Comercial de Etiopía, el banco más grande del país, de propiedad estatal.

## Historia
La construcción comenzó en 2015 bajo un acuerdo de 5 300 000 000 birr (266 millones de dólares) con la Corporación de Ingeniería de Construcción del Estado de China. La primera piedra se colocó el 27 de junio de 2015 Luego, el edificio se coronó en la segunda mitad de 2019. Sin embargo, el trabajo de revestimiento se ha retrasado debido a la escasez de divisas en Etiopía que dificultaba que las empresas locales financiaran las importaciones, por lo que afectó las finanzas del banco ya que aún controlaba la mayoría de las actividades bancarias del país en 2020.
Originalmente, el edificio estaba programado para completarse el 19 de enero de 2019. Su finalización está prevista para 2021.

## Sitio
El sitio de construcción es una parcela de 18 000 m² en Ras Desta Damtew Road en Adís Abeba.

## Diseño
El edificio tendrá 198 metros de altura con 52 pisos, dos podios de 5 pisos y estacionamientos subterráneos de 20 metros de profundidad. El diseño del edificio incluye 46 plantas sobre rasante, un entrepiso, una planta baja y 4 niveles de sótano. El edificio tendrá 150 000 m² de superficie construida.
Su diseño incluye ocho salas de conferencias, una sala de espera de emergencia para desastres, dos restaurantes en los dos pisos superiores y una torre de turismo.